# Faustino Goffi
Faustino Goffi (Cologne, 21 febbraio 1945) è un ex calciatore italiano, di ruolo attaccante.

## Carriera

La nel campionato di Serie B 1973-74, Goffi è il quarto accosciato da sinistra con la palla fra le mani.

Dopo il suo esordio con la Trevigliese in Serie D, squadra con la quale ottiene una storica promozione in Serie C, gioca successivamente due stagioni non consecutive con la maglia del Padova in Serie B e una nella medesima serie con il Lecco, con cui vince il campionato di Serie C  nel 1972 e dopo sei gare fra i cadetti passa alla SPAL che lo acquista nel novembre 1972. Con i biancoazzurri di Mario Caciagli conquista la sua seconda promozione in Serie B, serie nella quale disputa da titolare un'altra stagione. Gioca inoltre per il Treviso e il Monza in Serie C, vincendo anche la classifica dei marcatori con i veneti nel 1970. Conquista infine un'ulteriore promozione, la quarta e seconda in Serie C, con la maglia della Triestina. Dopo due campionati di Serie D, dove si laurea miglior realizzatore degli alabardati nella stagione 1975-1976, torna in Serie C, chiudendo con il calcio professionistico nel 1977.
In Serie B Goffi ha giocato complessivamente 68 gare mettendo a segno 13 reti.

## Fuori dal campo
Nel 2007 l'ex calciatore, oramai sessantaduenne, torna a far parlare di sé per via di una figurina della Panini che lo ritraeva con la maglia del Padova nella stagione 1967-1968. Tale figurina è stata venduta su eBay per 121 euro. Attualmente è la cifra più cara mai pagata per una sola figurina.

## Palmarès

### Club

#### Competizioni nazionali
- Serie C: 1

Monza: 1966-1967
Lecco: 1971-1972
SPAL: 1972-1973
- Serie D: 2

Trevigliese: 1964-1965
Triestina: 1975-1976

### Individuale
- Capocannoniere della Serie C: 1

Treviso: 1969-1970 (12 gol)